# Propriété Camalon
La propriété Camalon est une propriété remarquable de l'île de La Réunion, département d'outre-mer français dans le sud-ouest de l'océan Indien. Situé au 160, route de Champ Borne, sur le CD no 4, à Saint-André, il est inscrit à l'inventaire supplémentaire des Monuments historiques depuis le 21 mars 1996, une inscription qui comprend le portail d'accès, l'allée, l'ancienne cuisine, les vestiges de l'ancienne usine pour le traitement de l'aloès ainsi que l'assiette foncière renfermant des vestiges archéologiques,.